# Высшие коронные чины во Франции
Высшие коронные чины Франции (фр. grands offices de la couronne de France) — главные должности при французском королевском дворе во времена Средневековья и при реставрации Бурбонов.
Высшие коронные чины распределялись лично королём Франции и сохранялись за лицами носившими их до тех пор, пока был жив конкретный монарх. Исключение составлял лишь канцлер Франции, сохранявший свою должность и после смерти назначившего его короля. Обладатели высших коронных чинов имели право заседать в королевском совете.
Номинально, эти должности не подлежали наследованию, но со временем они закрепились за определенными домами. Так например должность великого камергера в XVII веке оставалась за домом Гизов и передавалась наиболее лояльному к короне члену этой семьи.
Наполеон I во времена своего царствования утвердил схожий список высших сановников империи.

## История
Значение и число главных придворных должностей неоднократно менялось за время существования государства.
Во времена Меровингов к ним относились майордомы, герцоги (управляющие провинций), графы (управляющие городов), пфальцграфы (графы дворца, фр. comtes du palais), коннетабль (лат. comes stabuli, фр. connétable, изначально comte de l'étable, то есть буквально граф конюшни), референдарий. Должность референдария в дальнейшем распалась на канцлера, казначея и камергера. При Каролингах к ним добавились должности главного альмосунартия — раздатчика милостыни (фр. grand aumônier), сенешаля, главного виночерпия, верховного маршала, обер-егермейстера и сокольничего.
Коронные чины начали сильно меняться при Капетингах. Из-за своей «наследственности» коронные чины стали менее пригодны в качестве органов королевской власти. Поэтому при правителях ангулемской ветви Валуа они были реформированы наряду с королевским советом, который приобрел центральную роль в государственном управлении.
Число и иерархия коронных чинов были ограничены 3 апреля 1582 года указом Генриха III, в дальнейшем их они изменялись сначала Генрихом IV, затем, в 1626 году, Людовиком XIII, и наконец, в 1689 году, Людовиком XIV.

## Коронные чины времен Генриха III
1. Коннетабль Франции (connétable de France) — первоначально помощник сенешаля, заведующий конюшнями, постепенно коннетабль становится военным советником короля и начальником королевских рыцарей. В XIV веке коннетабль становится первым лицом государства после короля и принцев королевской крови. После Столетней войны значение коннетабля начинает ослабевать. Во времена Генриха III коннетабль уже лишился большей части своих полномочий. Окончательно должность коннетабля была упразднена по настоянию кардинала Ришельё, после чего военное командование перешло к главным маршалам.
2. Канцлер Франции (chancelier de France) — во Франции звание великого канцлера появляется в IX веке. В его обязанности входило составление государственных актов, отправление правосудия, хранение государственной печати. На торжественных церемониях и королевских выходах его место — слева от короля. Должность канцлера Франции была упразднена в 1790 году.
3. Главный распорядитель Двора (grand maître de France) — глава гражданской части Дома короля (фр. Maison du roi), юридически был главным при дворе.
Огромное влияние, которое давала эта должность (рассмотрение и утверждение дворян на все придворные должности, подача списков претендентов королю и т. п.), быстро привело к тому, что во времена Генриха III полномочия Верховного распорядителя были сокращены до чисто декоративных.
Верховному распорядителю подчинялись главный хлебодар (grand panetier de France), главный кравчий (grand bouteiller de France) и главный виночерпий (grand échanson de France) — очень почетные и старинные должности.
4. Великий камергер Франции (grand chambellan de France) — отвечал за внутреннее состояние королевских покоев и королевскую трапезу, следил за снабжением двора и его финансами. Ему подчинялись камердинеры, гардеробщики, меблировщики, цирюльники, обойщики, часовщики, библиотекари — словом, вся королевская обслуга. По статусу они назывались valets de chambre.
Кроме того, в ведении этой службы находились officiers de santé — то, что мы назвали бы лейб-медиками: хирурги, аптекари и прочее. Обязанностью обер-камергера было присутствовать на утреннем вставании короля (мы ведь помним, что это было целой церемонией) и подавать ему сорочку. Если король обедает в своих покоях, то прислуживает ему именно обер-камергер; на заседаниях королевского суда его место у ног короля. На торжественных церемониях и королевских выходах его место — справа от короля.
5. Адмирал Франции (amiral de France) — ответственный за морские дела; чин адмирала, также как и чин коннетабля был отменен в 1627 году, но затем восстановлен — в 1669.
6. Маршалы Франции (maréchaux de France) — почетный титул, даваемый четырем самым заслуженным маршалам.
7. Великий конюший Франции (grand écuyer de France) — отвечал за состояние королевских конюшен. Ему подчинялись все прочие шталмейстеры и пажи. Кроме того ему подчинялся огромный, в несколько сотен человек, штат конюшен. Здесь были свои казначеи, интенданты, лакеи и проч. Кроме того, здесь же проходили обучение молодые пажи.
8. Великий магистр артиллерии (grand maître de l’artillerie) — главный начальник артиллерии. Эта должность возникла из существовавшей ранее должности командующего стрелками, и была внесена в список коронных в 1601 году Генрихом IV специально для Сюлли. Должность командующего артиллерией была упразднена Людовиком XV в 1755 году.
9. Главный смотритель путей сообщения (grand voyer de France) — эта должность была внесена в список коронных в 1599 году Генрихом IV специально для Сюлли. В 1625 году полномочия главного смотрителя были переданы в ведение казначейства.
Помимо этих девяти, высшими чинами также считались:
- Хранитель печати (garde des sceaux) — в 1551 году была выделена из должности канцлера. Хранитель печати оставался в подчинении канцлера. Эта должность, в отличие от прочих коронных чинов, была отчуждаемой.
- Великий раздатчик милостыни (grand aumônier de France, от лат. almosunartius — «милостынник») — великий раздатчик милостыни был главой церковной службы двора. Он имел сан епископа, считался первым епископом Франции и являлся одним из самых влиятельных лиц французской церкви. Обычно, лица, занимавшие эту должность, носили титул кардинала. Ему подчинялись духовник короля, глава придворной церкви и другие духовные лица при дворе.
- Генерал-полковник пехоты (colonel general de l’infanterie) — должность, учреждённая Франциском I. Таким образом король ослаблял позиции коннетабля, в ведении которого пехота находилась прежде.

## Некоторые должности, ранее входившие в состав коронных
Высшие коронные чины по большей части не имели отношения к сановникам Дома короля. Исключение составляли только трое: это были верховный распорядитель двора, обер-камергер и верховный шталмейстер. Между тем, некоторые должности дома короля ранее входили в число высших коронных чинов. Как например:
- Великий сенешаль (grand sénéchal) или сенешаль Франции (sénéchal de France) — в X—XII вв. сенешальская служба являлась самой главной службой дома короля. В обязанности сенешалей входила организация пиров и придворных церемоний, а также управление слугами, сенешаль отправлял суд, под его началом находились также королевские армии домена, в то время как король командовал войском всего королевства. В 1191 году была упразднена решением Филиппа-Августа, опасавшегося слишком большой концентрации власти в одних руках. Обязанности сенешаля разделили между собой коннетабль, камерарии и верховный распорядитель двора, сменивший сенешаля в том, что касалось управлением двором и слугами;
- Великий камерарий Франции (grand chambrier de France) — должность упразднена в 1545, полномочия переданы сюринтенданту финансов;
- Великий магистр арбалетчиков (grand maître des arbalétriers) — должность, трансформировавшаяся впоследствии в должность великого магистра артиллерии.
- Великий сокольничий Франции (grand fauconnier de France);
- Великий кравчий Франции (grand bouteiller de France);
- Великий виночерпий Франции (grand échanson de France);
- Великий хлебодар Франции (grand panetier de France);
- Великий повар Франции (grand queux de France).